# Armin Andres
Armin Andres, né le 5 avril 1959, à Bamberg en Allemagne de l'Ouest, est un joueur et entraîneur allemand de basket-ball. Il évolue durant sa carrière au poste de meneur.

## Palmarès
- Coupe d'Allemagne 2005